# سوزانه ونتیلز

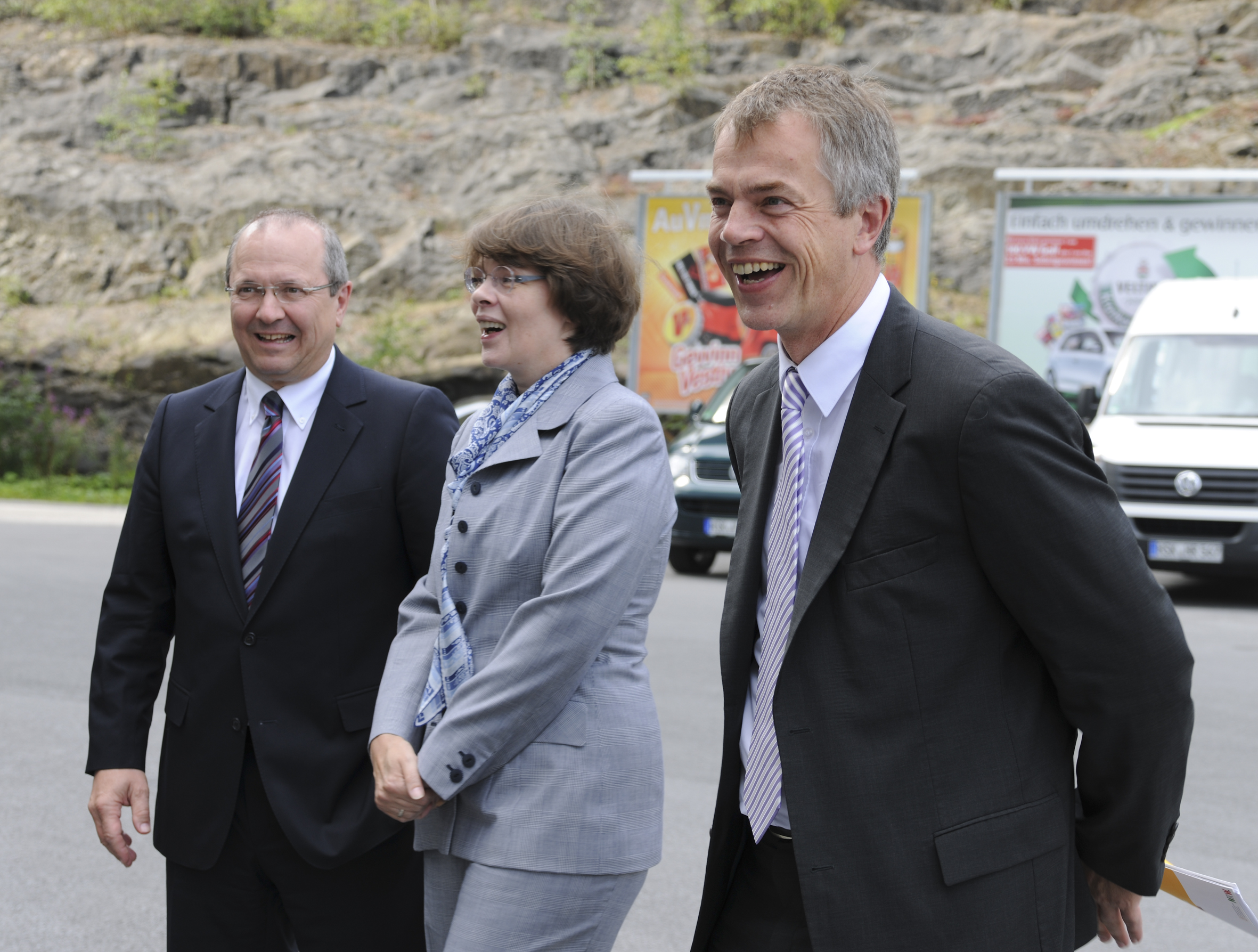
سوزان ولتینز با یوهانس رمل (راست)

سوزانه ولتینز (۲۲ مارس ۱۹۶۰ در گرونشتاین) یک کارآفرین آلمانی است.
وی پس از آموزش فنی حرفه‌ای به عنوان کارمند بانک و حقوق تحصیل کرد. در سال ۱۹۹۳ تصمیم گرفت تجربه حرفه ای خود را با کمک پدر و مادر خود در آبجوسازی ولتینز ارتقاء دهد. پس از درگذشت ناگهانی مادرش رزماری ونتیلز در ۳۰ سالگی با این حال در آوریل ۱۹۹۴ مدیریت کارخانه را به دست گرفت. وی پس از مرگ ناپدری خود در سال ۱۹۹۹ تنها سهامدار کارخانه شد؛ و از آن پس این شرکت که در سال ۱۸۲۴ تأسیس شده و از سال ۱۸۵۲ در مالکیت خانوادهٔ ونتیلز هست را هدایت می‌کند.
سوزان ولتینز در سال ۲۰۰۱ با معماری بنام پیتر اسر ازدواج کرد.

## پیوندها
- Susanne Veltins – Nichts für Schluckspechte, Manager Magazin vom 24. Februar 2004
- Susanne Veltins musste über Nacht die elterliche Brauerei führen vom 7. März 2006
- بایگانی‌شده  در [تاریخ ناموجود] توسط ftd.de [خطا: نشانی ناشناختهٔ بایگانی] archive.today) Financial Times Deutschland vom 18. Oktober 2007